# 韦恩·胡
韦恩·胡（英語：Wayne Hu，？—），美国宇宙学家，芝加哥大学教授。主要研究方向为宇宙微波背景的各向异性物理学。